# Jean Baratte
Jean Baratte (7. června 1923 – 1. července 1986) byl francouzský fotbalista a trenér. Hrál hlavně za Lille, v jehož dresu se stal 2× králem střelců francouzské ligy.

## Hráčská kariéra
Baratte hrál za Olympique Lillois, EF Lille Flandres, Lille OSC (ten vznikl sloučením Olympique Lillois a SC Fives), AS Aixoise a CO Roubaix-Tourcoing. V dresu Lille OSC se stal 2× králem střelců francouzské ligy.
Za reprezentaci Francie hrál ve 32 zápasech a dal 19 gólů.

## Úspěchy
Lille OSC
- Ligue 1: 1945–46, 1953–54
- Coupe de France: 1945–46, 1946–47, 1947–48, 1952–53

Individuální
- Král střelců Ligue 1: 1947–48, 1948–49